# Ураган (филм из 1999)
Ураган (енгл. The Hurricane) је филм из 1999. године који је режирао Норман Џуисон, главну улогу игра: Дензел Вошингтон.

## Радња
Филм говори о славном црном боксеру Рубину Картеру, званом „Ураган“, који је 20. децембра 1963. године у првој рунди победио светског шампиона у средњој категорији. Међутим, 1966. године оптужен је за троструко убиство и осуђен на доживотни затвор. Како се то догодило и да ли је он заиста крив за злочин? Картерова биографија приказана је очима младе Лесре Мартин, која почетком 1980-их чита боксерову књигу и одлучује да му по сваку цену помогне да дође до правде.

## Улоге
| Глумац             | Улога                  |
| ------------------ | ---------------------- |
| Дензел Вошингтон   | Рубин „Ураган“ Картер  |
| Виселос Рион Шенон | Лезра Мартин           |
| Дебора Кара Ангер  | Лиса Питерс            |
| Лијев Шрајбер      | Сем Чејтон             |
| Џон Хана           | Тери Свинтон           |
| Ден Хедаја         | детектив Дела Пеша     |
| Деби Морган        | Меј Телма Картер       |
| Кленси Браун       | поручник Џими Вилијамс |
| Дејвид Пејмер      | Мајрон Бедлок          |
| Харис Јулин        | Лион Фридман           |
| Род Стајгер        | судија Сарокин         |
| Винсент Пасторе    | Алфред Бело            |
| Ал Ваксман         | чувар у затвору Равеј  |
| Беатрис Винд       | Луиза Кокершам         |
| Тони Патано        | затвореница            |
| Фулвио Чечере      | полицајац Патерсон     |

## Зарада
- Зарада у САД - 50.699.241 $
- Зарада у иностранству - 23.257.000 $
- Зарада у свету - 73.956.241 $